# Buriduliang
Buriduliang (kinesiska: 布日都梁, 布日都梁乡) är en socken i Kina. Den ligger i den autonoma regionen Inre Mongoliet, i den norra delen av landet, omkring 190 kilometer sydväst om regionhuvudstaden Hohhot.
Genomsnittlig årsnederbörd är 601 millimeter. Den regnigaste månaden är juli, med i genomsnitt 176 mm nederbörd, och den torraste är januari, med 1 mm nederbörd.